# Facundo Monteseirín
Facundo Monteseirín est un footballeur argentin né le 12 mars 1995 à Cutral Có. Il évolue au poste de défenseur au CA Lanús.

## Biographie

### En club
Avec le club du CA Lanús, il participe à la Copa Libertadores en 2014. Il inscrit un but contre l'équipe mexicaine du Santos Laguna lors des huitièmes de finale.

### En équipe nationale
Avec la sélection argentine, il participe au championnat des moins de 20 ans de la CONMEBOL en 2015. Lors de la compétition, il inscrit un but face à l'Équateur. L'Argentine remporte la compétition.
Il dispute ensuite la Coupe du monde des moins de 20 ans 2015 organisée en Nouvelle-Zélande. Lors du mondial, il joue trois matchs : contre le Panama, le Ghana, et enfin l'Autriche.

## Carrière
- 2013 - 201. : CA Lanús ( Argentine)[5]

## Palmarès

### En sélection
- Vainqueur du Championnat des moins de 20 ans de la CONMEBOL en 2015